# Praça Hans Klussmann

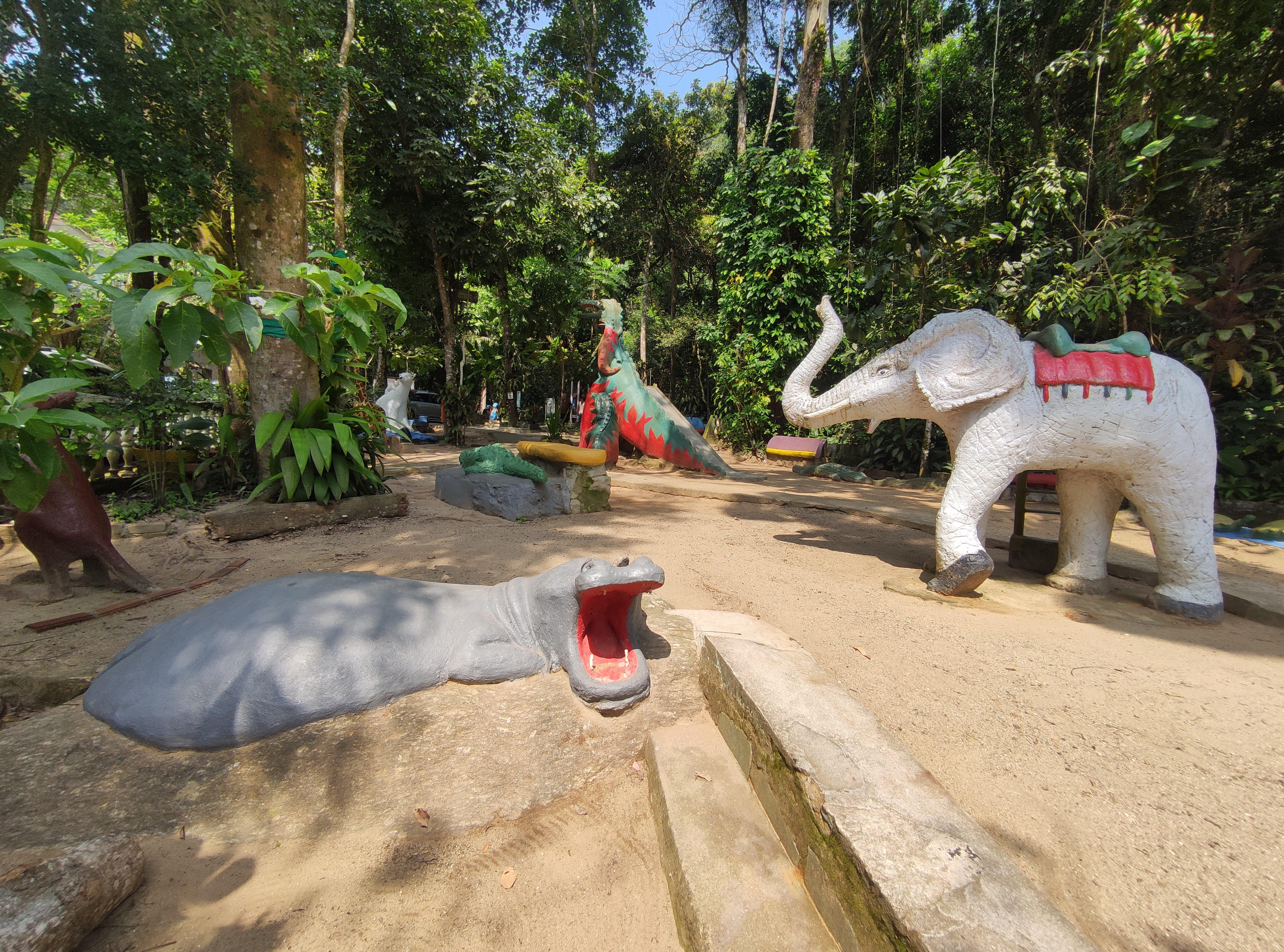
Praça dos Bichinhos

A Praça Hans Klussmann, também conhecida como Praça dos Bichinhos é uma praça no bairro da Tijuca, na cidade do Rio de Janeiro, Brasil. A praça homenageia o comerciante alemão Hans Klussmann, que doou o terreno da praça à população. Fica localizada na Rua Saboia Lima, junto a uma estação de captação de águas da Companhia Estadual de Águas e Esgotos do Rio de Janeiro (CEDAE) e do Parque Nacional da Tijuca.

## História
Em meados da década de 1970, o professor de matemática Paulo de Tarso, morador da rua Saboia Lima, endereço da praça, começou a construir esculturas de argamassa e ferro coloridas de cores vibrantes que formam um conjunto escultórico naïf. mais tarde reconhecido como patrimônio histórico da cidade do Rio de Janeiro.
A praça foi revitalizada em 2013 pela prefeitura do Rio de Janeiro. Em agosto de 2020, a praça foi adotada por uma professora de inglês chamada Cássia Dias Stamile e foi novamente revitalizada por dezenas de voluntários, que doaram tinta, plantas e outros materiais.

## Esculturas

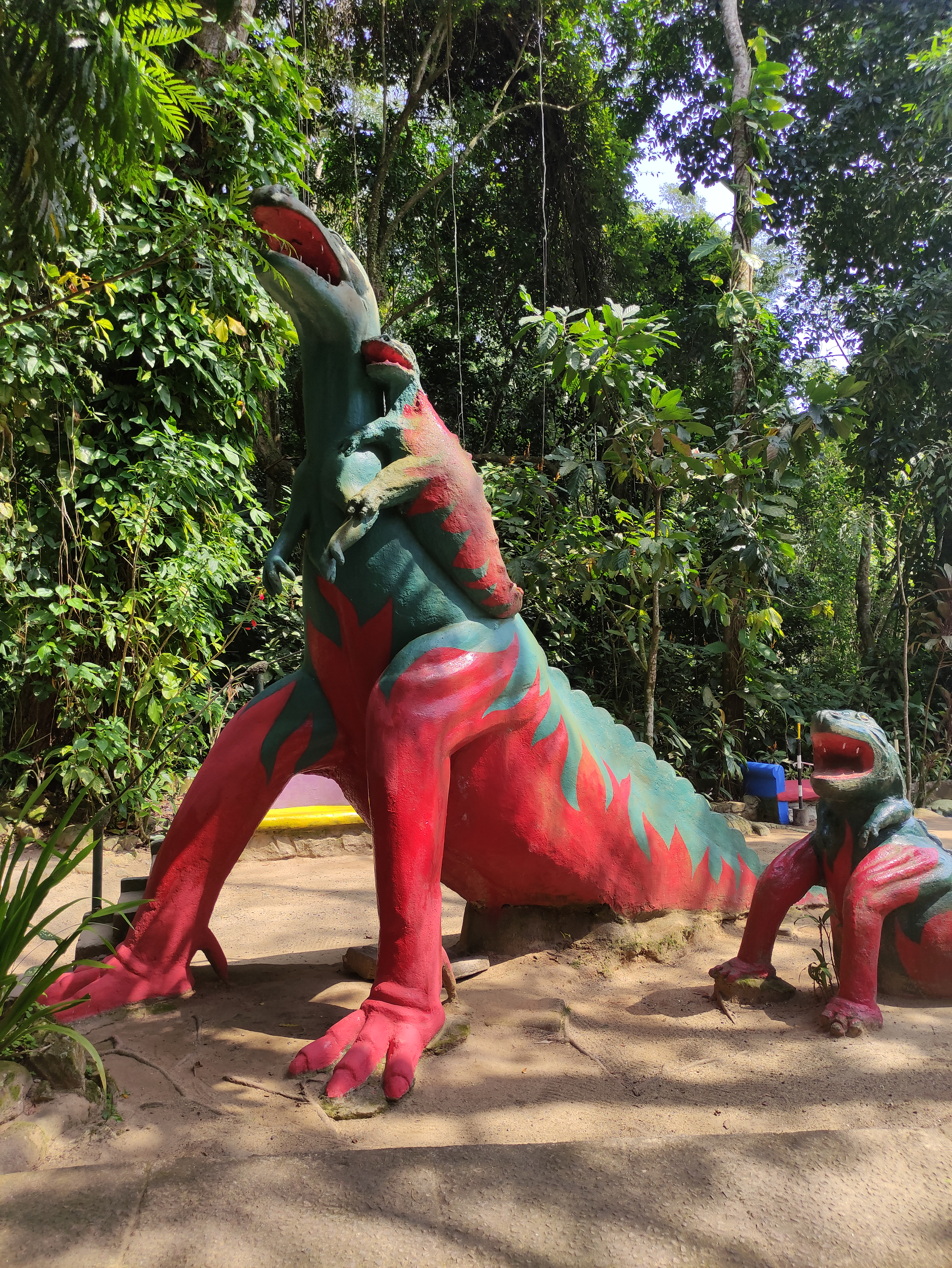
Mãe e Filhote Dinossauro
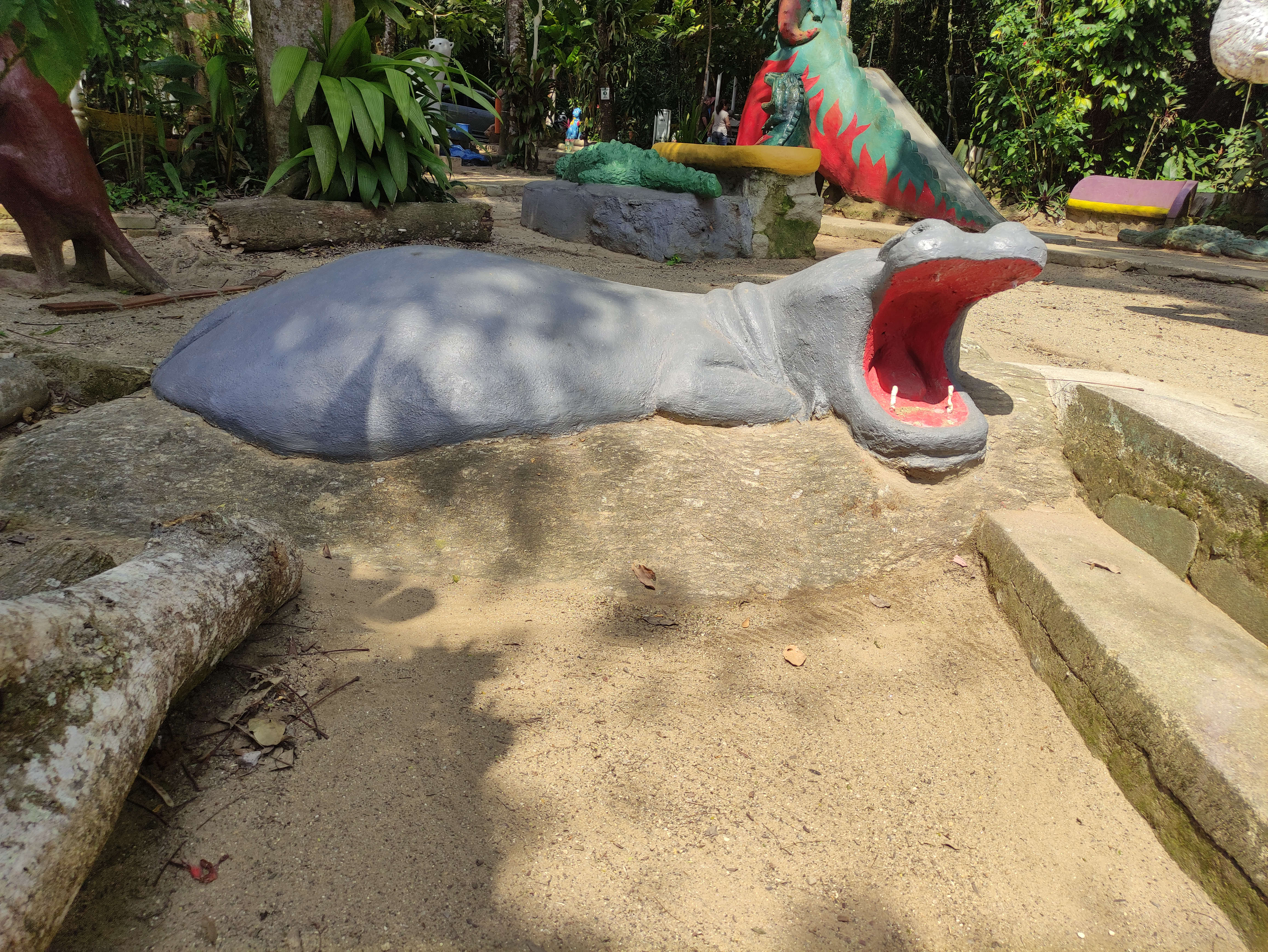
O Hipopótamo
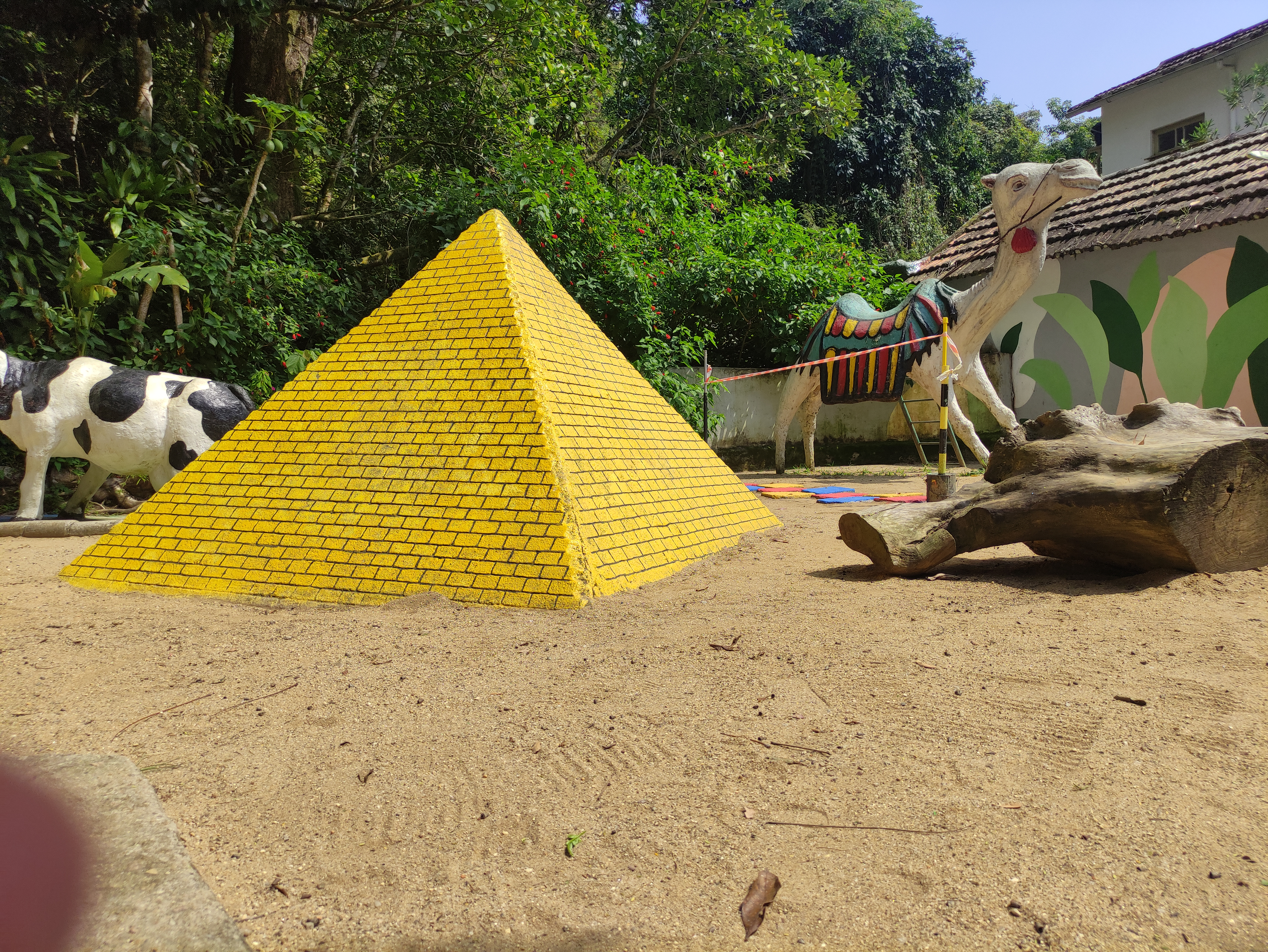
A Pirâmide
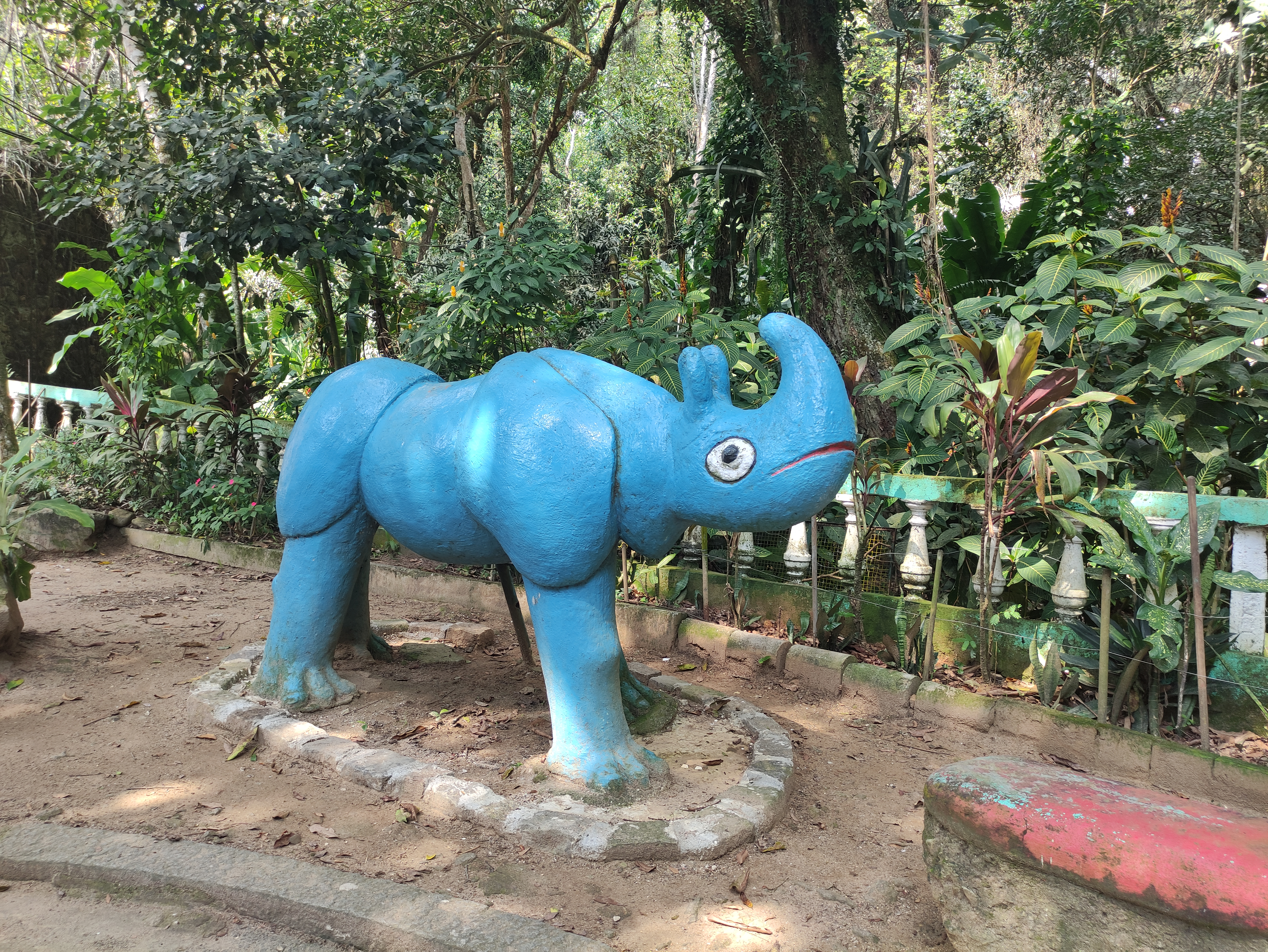
O Rinoceronte
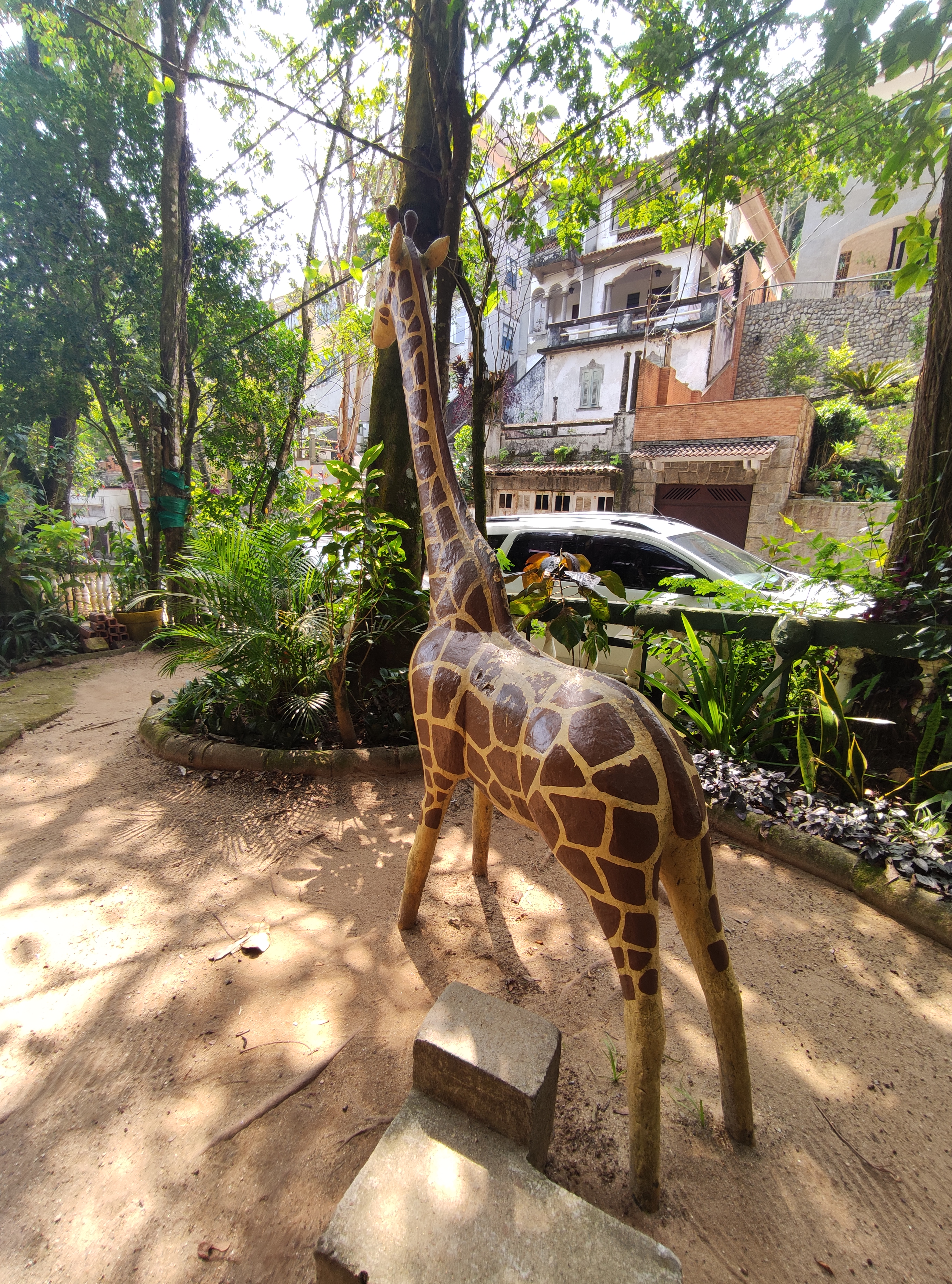
A Girafa
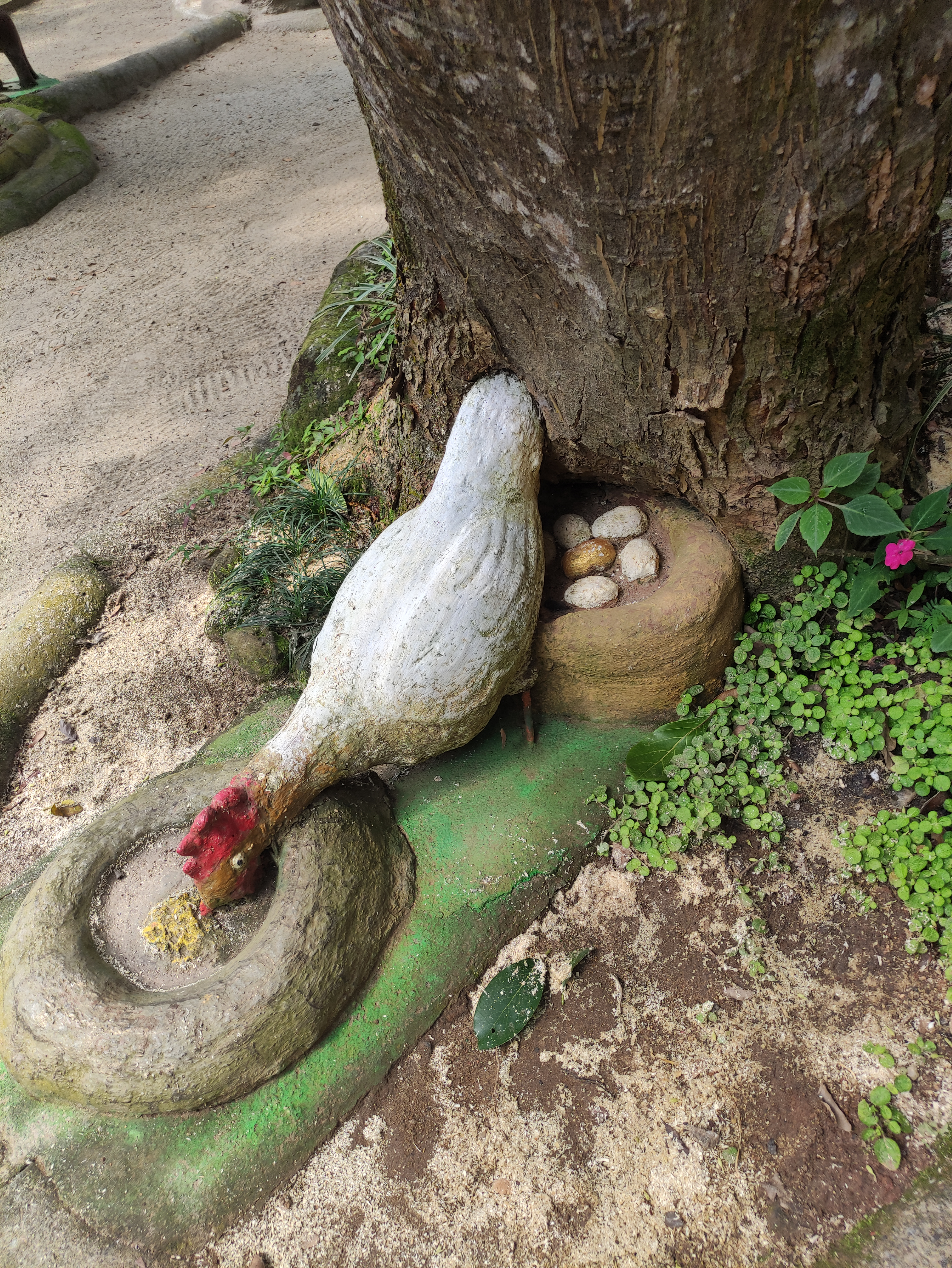
O Galo
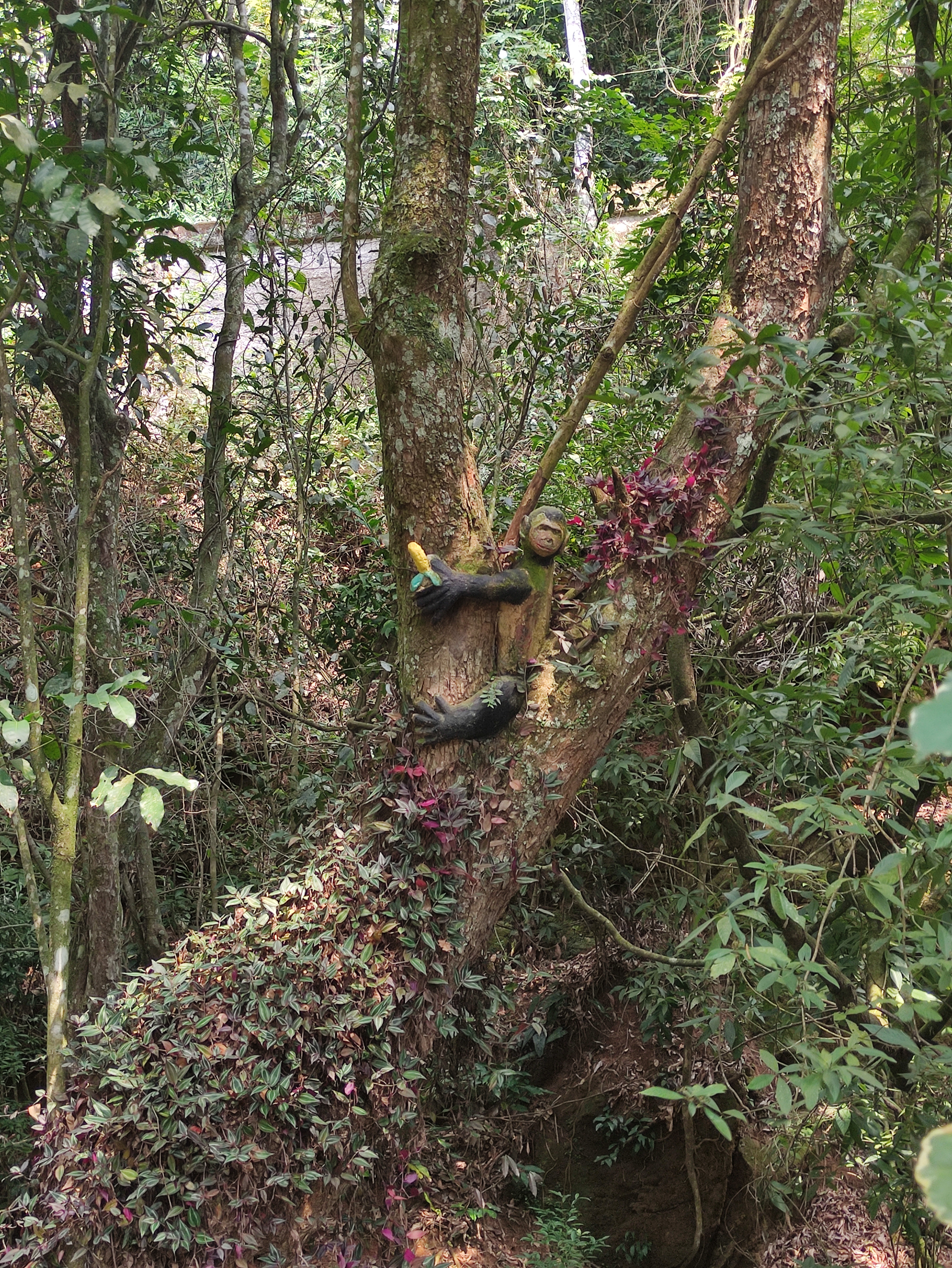
O Macaco
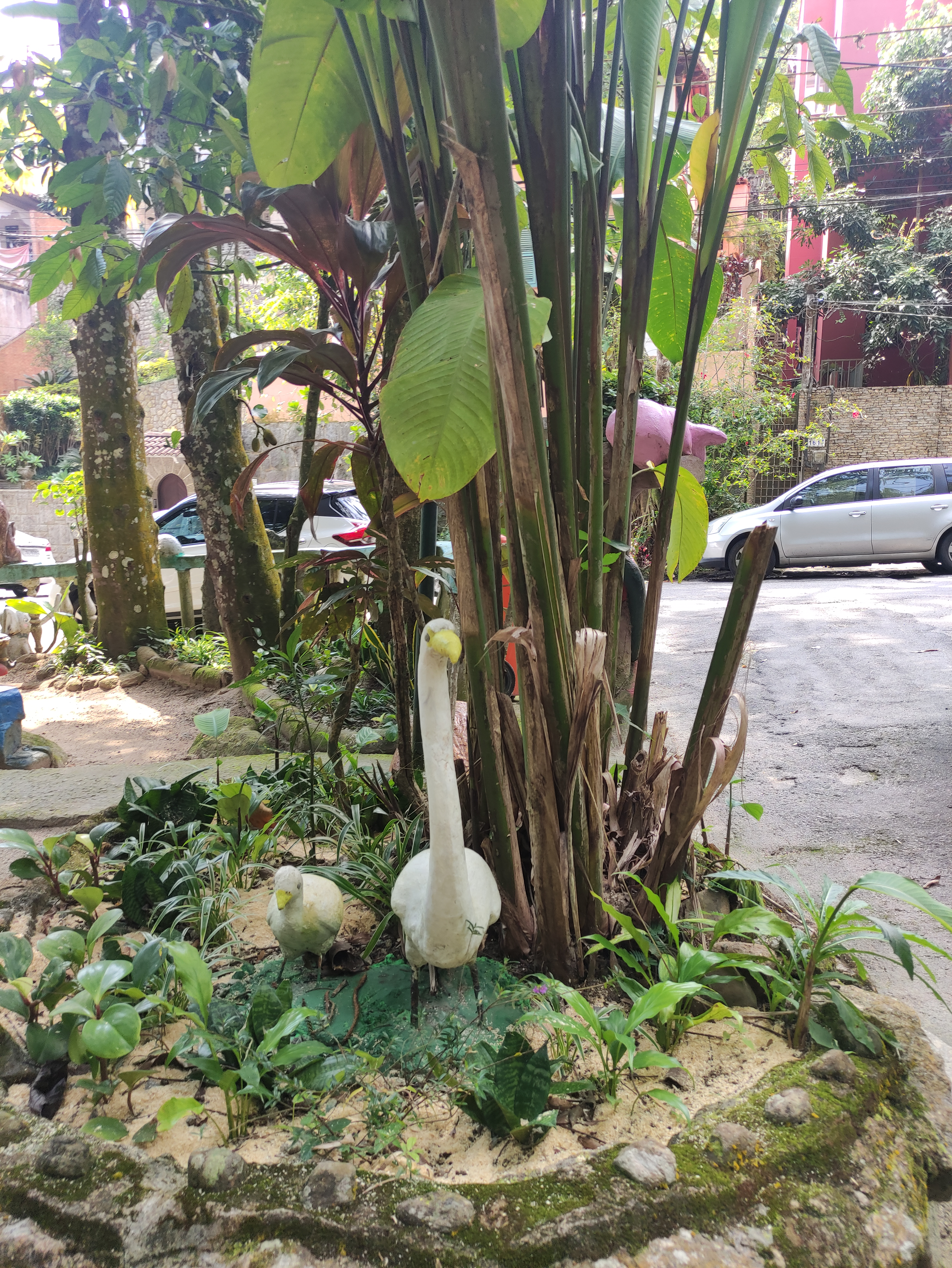
O Ganso
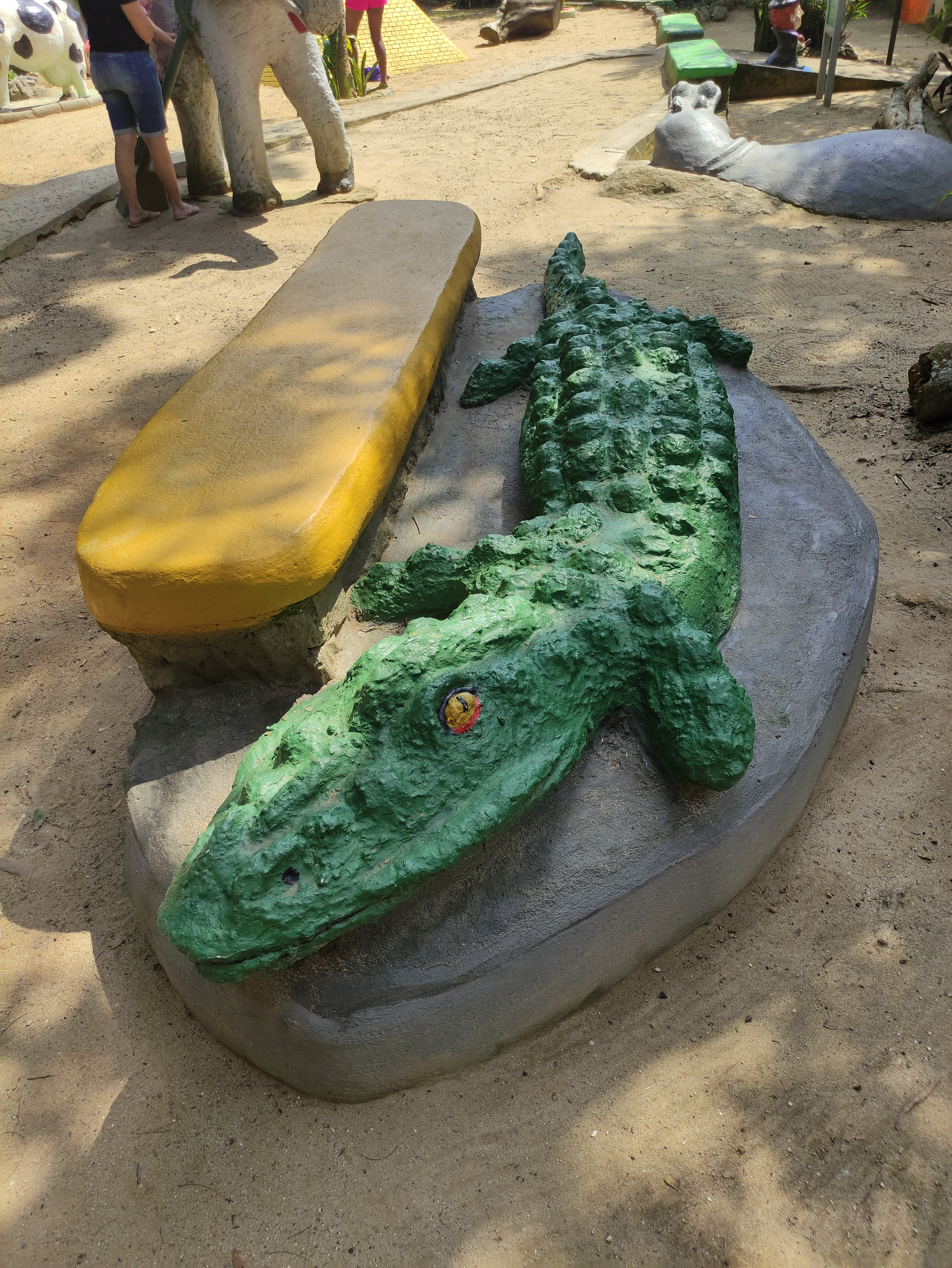
O Jacaré
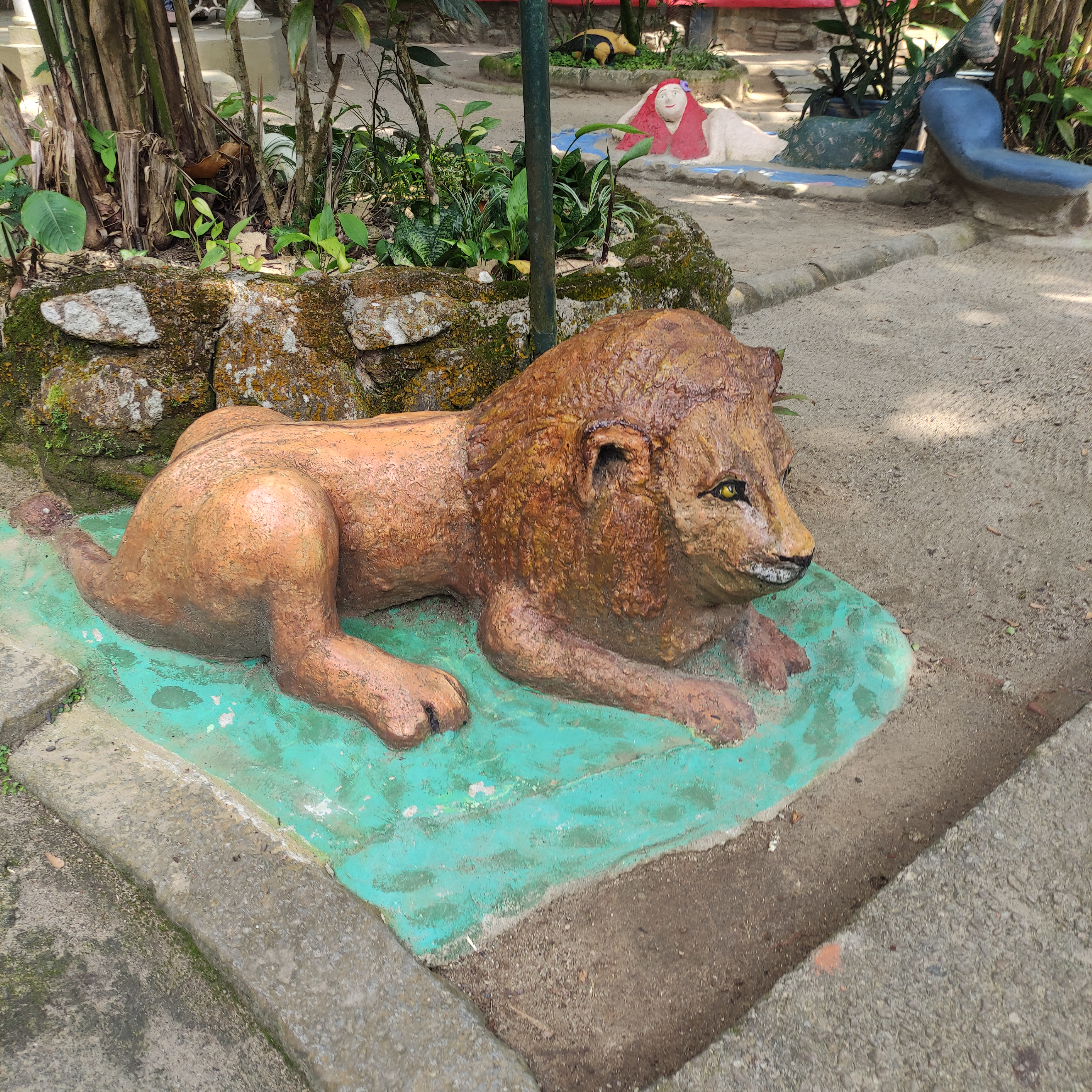
O Leão
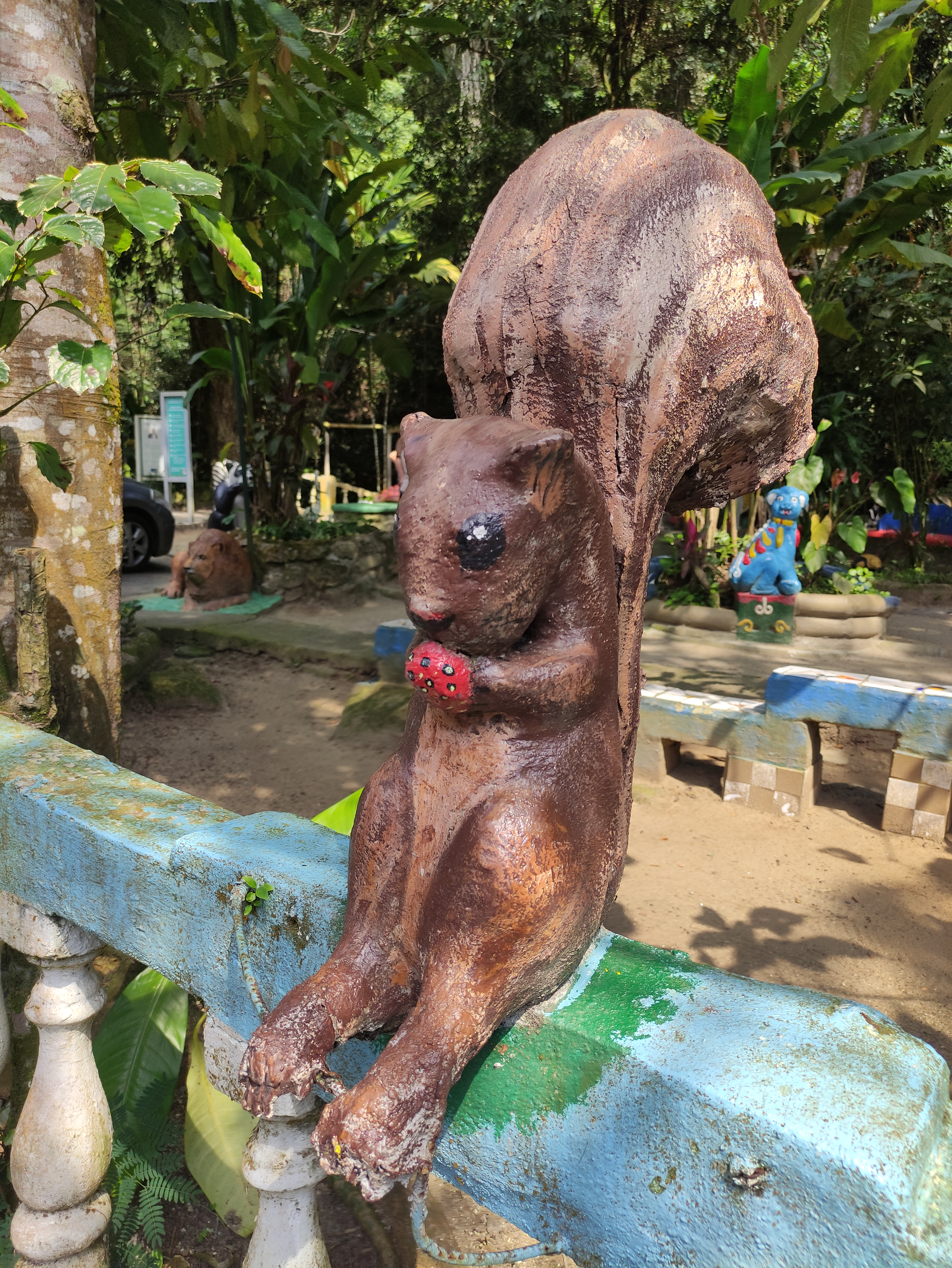
O Esquilo